# Michele Vendruscolo
Michele Vendruscolo (Udine, 23 luglio 1966) è un fisico e chimico italiano attivo nel campo della biofisica, più in particolare nella fisica delle proteine.

## Biografia
Vendruscolo si è laureato in fisica presso l'Università degli Studi di Trieste nel 1992, e ha ottenuto il dottorato in fisica della materia condensata presso la Scuola Internazionale Superiore di Studi Avanzati nel 1996, sempre a Trieste. È stato poi post-doc presso il Weizmann Institute in Israele dal 1996 al 1998, e presso l'Università di Oxford dal 1999 al 2001.
Nel 2001 è diventato ricercatore indipendente presso l'Università di Cambridge grazie a una borsa di ricerca conferitagli dalla Royal Society, ed attualmente è professore di biofisica nella medesima università, dove è anche direttore della sezione di chimica della salute e co-direttore del Center for Misfolding Diseases.

## Ricerca
Vendruscolo si è occupato principalmente del ripiegamento, del ripiegamento errato e dell'aggregazione delle proteine. Ha introdotto l'approccio della simulazione di strutture proteiche complesse in stati transienti o altrimenti non rilevabili (stati di transizione, intermedi transitori, aggregati transienti ecc.) utilizzando dati sperimentali come punti di partenza. Ha lavorato a codici computazionali in grado di predire le caratteristiche essenziali del ripiegamento e dell'aggregazione proteica. In collaborazione con altri studiosi ha analizzato il processo di formazione della fibrilla amiloide nei suoi vari passaggi microscopici.

## Premi e riconoscimenti
- Elezione al programma EMBO Young Investigator dell'European Molecular Biology Organization nel 2008[8]
- Premio Soft Matter & Biophysical Chemistry della Royal Society of Chemistry nel 2013[9]
- Elezione a membro dell'Academia Europaea nel 2017[1]
- Medaglia e Premio Giuseppe Occhialini nel 2017[10]
- Premio Caterina Tomassoni e Felice Pietro Chisesi nel 2021[11]